# Johanneshof Wettbergen

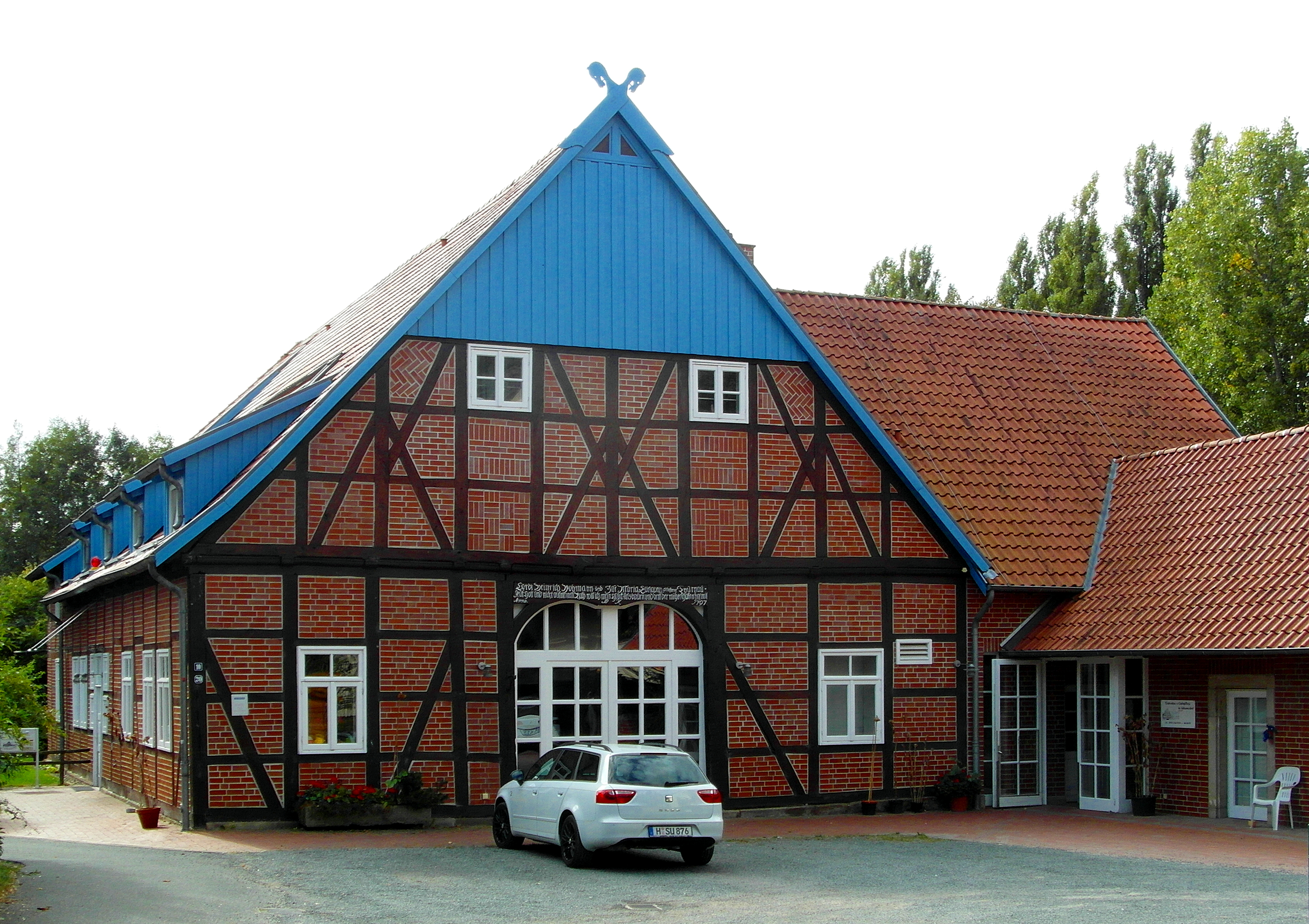
Der Johanneshof Wettbergen

Der Johanneshof Wettbergen in Hannover gilt als älteste und in seiner historischen Substanz am besten erhaltene Hofanlage des ehemaligen Dorfes Wettbergen. Das Ende des 18. Jahrhunderts errichtete Fachwerkhaus auf dem Grundstück am Hirtenbach bildet mit dem benachbarten Hof am Pastor-Bartels-Weg ein denkmalgeschütztes Bauensemble und dient zudem seit Anfang der 1990er Jahre für rund 20 Menschen mit verschiedenen Behinderungen sowohl als privater Wohnraum zur Miete als auch als Gemeinschaftliches Wohnprojekt für ein möglichst selbstbestimmtes Leben. Heutige Adresse des als Gemeinnützige GmbH organisierten Projektes ist die Straße Am Hohmannhof 10, nachdem dieser Teil der Straße An der Kirche im Jahr 2002 entsprechend umbenannt worden war.

## Geschichte und Baubeschreibung
Rund ein Jahrhundert nach dem „Neubau“ der benachbarten Johannes-der-Täufer-Kirche wurde im südlichen Teil des alten Dorfkernes auf dem Vollmeierhof Nummer 4 im Jahr 1797 der Hohmannhof als Wohnhaus für den Vollmeier Cord Heinrich Hohmann (* 16. Februar 1763 in Ronnenberg; † 9. August 1823 in Wettbergen) errichtet. Es entstand ein mit Backsteinen ausgefachtes Vierständerhaus mit einem „[…] einfach vorkragenden Wirtschaftsgiebel mit gerundeten, leicht vortretenden Stichbalkenköpfen und gerundeten Füllhölzern“. Das Giebeldreieck wurde mit verzierten Streben geschmückt, die den symmetrisch gespiegelten doppelten Buchstabe K formen.
Noch Mitte der 1980er Jahre zeigte sich die Diele des Wohngebäudes nahezu in seiner ursprünglichen Form mit einfachen Kopfbändern an den Reihen der inneren Ständerbalken, und auch die zum Fleet ausgerichtete Scherwand zeigte sich unverändert. Allerdings war der ehemals hölzerne zweistöckige Wohnteil des Gebäudes in Teilen in Massivbauweise ersetzt worden.
Zwischen einer Mauer aus Natursteinen und dem Wirtschaftshof führt ein schmaler Weg zum Hirtenbach und weiter zur Scheune des Nachbargrundstückes und dokumentiert hier städtebaulich besonders gut den ursprünglichen Zusammenhang der dörflichen Gebäude.
Als Ende der 1980er Jahre der nicht mehr genutzte Hohmannhof zu verfallen drohte, entstand in dem Wettberger Verein Freundeskreis für Behinderte und Nichtbehinderte e.V. die Idee für eine Betreuung von Menschen mit Behinderung auf dem landwirtschaftlichen Grundstück. Gemeinsam mit der Pestalozzi-Stiftung aus Burgwedel sowie dem hannoverschen Annastift fand der Verein zwei weitere Gesellschafter zur Gründung der  Johanneshof Wettbergen gGmbH. Diese kaufte 1990 das in zweijähriger Arbeit barrierefrei umgestaltete Fachwerkhaus, in das im Juni 1992 die ersten Menschen ihre Mietwohnung bezogen, um zugleich mit Hilfe ihrer geistig, seelisch oder körperliche behinderten Mitbewohner sowie mit Unterstützung durch Sozialarbeitern gemeinschaftlich und mit möglichst wenig Betreuung so eigenverantwortlich wie möglich leben zu können. Erstmals in der Geschichte der Stadt Hannover trat mit dem Johannishof Wettbergen eine Einrichtung sowohl als Vermieter als auch als sozialer Dienstleister auf.
Das historische Fachwerkhaus wurde erstmals 2010 für Nachbesserungen beim Brandschutz umgestaltet. Im Folgejahr wurde zudem die Remise des ehemaligen Bauernhofes für zwei weiteren Wohnungen umgebaut.
Das Jubiläum zum 20-jährigen Bestehen des Johanneshofes wurde 2012 mit einem Tag der offenen Tür und einem Festgottesdienst mit rund 400 Besuchern auf dem Gelände gefeiert, anschließend mit einem gesonderten Fest für 85 eingeladene Freunde und Unterstützer der Einrichtung. Insbesondere das Außengelände ist vor allem im Sommer Treffpunkt für bis zu 40 Menschen zum gemeinsamen Grillen in offener Atmosphäre.